# جوفاني دي بيتشي دي ميديشي
Giovanni di Bicci de' Medici جوفاني دي بيتشي دي ميديشي (فلورنسا 20 فبراير 1360 - 28 فبراير 1429). ابن أفيراردو الملقب ببيتشي "Bicci" دي ميديشي. وهو مؤسس الفرع الأوسط لعائلة ميديشي الفلورنسية الشهيرة والقوية، ومصرف ميديشي الذي كوّن به ثروة كبيرة ؛ والد كوزيمو دي ميديشي، وجد لورينزو دي ميديشي (الرائع).

## سيرته
جوفاني أحد خمسة أبناء لأفيراردو دي ميديشي وزوجته ياكوبا سبيني. كان والده تاجر صوف، تحصل فقط في الجزء الأخير من حياته ثروة يمكن القول أنها جعلته ميسور الحال. عند وفاته (1363) قسم الثروة على خمسة بالتساوي مما جعل الصبي الصغير لا يتحصل على الكثير منها. إلا أن عم جوفاني فييري دي ميديشي (ابن عم أفيراردو من الدرجة الثانية) كان غنيا جدا، لديه أحد المصارف السبعين الموجودة بفلورنسا العصور الوسطى، وكان واحدة من أكثرها ازدهار. وبفضل عمه تعلم أصول وأسرار المهنة، وسرعان ما أصبح المسؤول عن فرع روما. عام 1386 اشترى هذا الفرع بفضل ميراثه الضئيل الذي دفعه مهرا لزوجته بيكاردا بويرا، ثم نمى بدخول شركاء جدد. انتقل المقر عام 1397 إلى فلورنسا برأس مال عشرة آلالف فلورين، أكثر من النصف بقليل لجوفاني والجزء المتبقي لشريكيه.
مصارف ذلك العصر تقوم بنشاطها من خلال خدمات الإداع، وإصدار وتحويل رسائل التغيير (ماقبل الصكوك السياحية)، والإقراض، والاستثمارات المختلفة. ازدهر مصرف ميديشي أيضا من خلال تشغيل الأموال في تجارة المنسوجات، وبحلول عام 1408 كان كان له فرعان، واحد في البندقية وآخر في روما، بالإضافة لفرع ثانوي في نابولي يتبع روما.
و كان ذلك في روما أكثر مصارفها ربحا، لأنه في عام 1413 استطاع جوفاني أن يصبح المصرفي صاحب الامتيازات للحسابات البابوية بفضل صداقته مع البابا يوحنا الثالث والعشرون المزيف الذي مكنه من الوصول إلى نشاطات الغرفة الرسولية. هكذا قام مصرف ميديشي بجمع الأعشار ويقتطع نسبة منها، زادت هذه الفرصة إلى حد كبير من الثروات المالية للأسرة.
و لكن شبه الاحتكار هذا استمر سنتين فقط لأن في عام 1415 تمت الإطاحة بالبابا مجلس كونستانس وسرعان ما وجد مصرف ميديشي نفسه يتقاسم الإيرادات مع المنافسين، ومن بينهم آل سبيني (أصحاب قصر سبيني فيرون) وآل ألبيرتي.
مع إفلاس مصرف سبيني في عام 1420 استعاد جوفاني الكثير من الامتيازات التي فقدها بجمع الحسابات البابوية، وهذه المرة بصفة دائمة، ما أدى إلى ازدهار كبير له ولأسرته.
و بفضل أهمية توقعات المصرف، والتي اجتازت بكثير 100000 فلورين في السنة، وبفضل زبائنه المميزين، تمكن جوفاني من إعادة يوحنا الثالث والعشرون إلى مكنته السابقة، في الوقت الذي أعلن بابا مزيف وأطيح به : أرسل عام 1419 عامله إلى نورمبيرغ لدفع 30000 فلورين لإطلاق سراحه. بعد وفاته دفن الحبر الأكبر في بيت المعمودية فلورنسا، في قبر جميل من أعمال دوناتيلو وميكيلوتسو بتكليف من وابن جوفاني كوزيمو العجوز (على الأرجح تحية لصديق والده). وأيضا في 1419 قدم جوفاني مبلغا كبيرا من المال لتمويل إعادة إعمار كنيسة سان لورنزو، وأعمال شهامة سخية رفعته في نظر الفلورنسيين المستفدين منها.

## دوره السياسي
رغم ثراءه لم يظهر جوفاني أبدا طموحا لتقلد مناصب العليا، ولكنه قَبِل مناصب عرضت عليه بكل سرور. مظهرا حكمة حذرة إزاء حسد الآخرين التي ستكون أحد مفاتيح لانتصار ابنه كوزيمو. المناصب العامة التي تولاها:
- 1402 الناخب الأول في المجلس البلدي
- 1403 مبعوث دبلوماسي إلى بولونيا
- 1407 حاكم مدينة بستويا
- 1419 عضو في عشرة باليا
- 1421 غونفالييري العدل

كما عمل عدة مرات كسفير خلال فترات إقاماته المطولة خارج الأراضي فلورنسية، كما في البندقية (حتى 1424) وروما، خلال بابوية غريغوريوس الثاني عشر ومارتينوس الخامس.
لعل مخطط جوفاني السياسي الوحيد إنشاء حزب سياسي يتألف من شخصيات مؤتمنين، بهم يناور في سياسة المدينة من وراء الكواليس، وهو المخطط سينفذه بالكامل ابنه كوميزو.
قال مكيافيلي عن دوره السياسي: لم يطلب أي تشريف وكان له كله؛ توفي ثريا جدا بكنوزه ولكن بسمعة ومحبة طيبتين أكثر من ذلك. لقد استطاع جوفاني استعادة سمعة اسم ميديشي، رغم ما تلطخ به في الماضي من بعض الخونة والقتلة، وكان المناصب العليا تعطى لرجال مسؤولين وأمناء وكان هو أهمهم حتى هذه اللحظة.

## خِلفته
تزوج من بيكاردا بويري منذ عام 1386، وله أربعة أبناء.
كوزيمو الملقب بالعجوز (1389-1464) وأيضا لورينزو ويلقب هو أيضا بالعجوز (1394-1440)، ولكن إبنه البكر فقط ورث ثروة الأب والمؤلفة من 180000 فلورين ومصرف ميديشي والعديد من الأراضي.
و كان له أيضا انطونيو (مات في 1398) وداميانو (مات في 1390) كلاهما توفيا صغيرين.